# 심상철 (법조인)
심상철(沈相哲,1957년 ~ )은 제46대 서울고등법원 원장을 역임한 원로법관으로 지명된 수원지방법원 성남지원 광주시법원 판사다.

## 생애
전라북도 전주시에서 태어나 전주고등학교와 서울대학교 법과대학을 졸업하고 1979년 제21회 사법시험 합격해 사법연수원 11기를 수료하고 1985년 서울민사지방법원 판사에 임용되었다. 1995년 서울고등법원 판사, 1997년 전주지방법원 부장판사를 하다가 법원행정처 조사심의관과 사법정책연구심의관 2002년 사법연수원 교수를 하였으며 서울중앙지방법원 부장판사에 임명되어 부산고등법원 서울고등법원에서 부장판사를 하였다. 2002년 수원지방법원 성남지원장 2011년 광주지방법원장 2012년 서울동부지방법원장 서울고등법원장과 양형위원회 위원을 역임하기도 했으며 2017년 2월부터 수원지방법원 성남지원에서 부장판사로서 재판장을 하고 있다.
서울고등법원 형사3부 재판장을 하던 2007년 4월 5일 2003년 3월4일 중국을 통해 북한에 들어가 한 달 이상 체류하면서 남한 내 미군기지 위치 등을 알려주고 추방당한 뒤 인터넷 개인 홈페이지에 김일성과 공산주의를 찬양하는 내용의 글을 올려 국가보안법 위반 혐의로 구속기소돼 1심에서 징역 3년에 자격정지 3년이 선고된 박모씨에게 공소사실을 모두 유죄로 인정하면서도 "피고인이 깊이 반성하고 북한으로부터 추방당한 점을 감안해 원심 형량을 줄인다"며 징역 2년6개월에 자격정지 2년6개월을 선고했다.
2001년 11월부터 2006년 3월까지 재야단체 내부 동향과 선거 동향, 국방예산 규모 등 국가기밀 16건을 포함한 300여점의 문건을 북한에 전달한 혐의(국가보안법 위반)로 구속기소된 조국통일범민족연합 전 부의장 강순정(76)에 대하여 2007년 9월 20일 항소심 선고공판을 열고  국가기밀 수집 및 전달 혐의에 대해서는 1심과 같이 무죄를, 북한 공작원과 연락을 주고 받은 혐의 등은 유죄를 인정하여 징역 1년 6개월에 자격정지 1년 6개월을 선고한 원심을 깨고 징역 1년에 자격정지 1년을 선고했다.
2001년께 무역업을 하면서 알게 된 중국동포 출신 북한 공작원 조모씨에게 1만5천달러를 받고 국내에서 발간된 한국인명사전 등 13가지 자료를 구입해 국제특급우편 등으로 전달한 혐의(국가보안법상 간첩 등)로 구속 기소돼 1심에서 징역 3년6월 및 추징금 4468만원이 선고된 정모씨에 대한 선고공판을 2007년 5월 31일 열고 "1심에서 국가 기밀로 본 언론사 연감과 전자공학회지·논문지 등은 일반인이 쉽게 수집할 수 있어, 탐지·수집이나 확인·확증의 필요가 없는 공지의 물건에 속하므로 국가 기밀로 보기 어렵다"며 간첩 혐의에 대해 무죄로 판단하면서 "북한 쪽에 넘기려고 한 전자해도나 잠수용 심해전지 등은 북한의 특수요원들이 해상침투 때 이용할 수 있는 등 군사용으로 활용될 위험성이 높다"며 1심에서 유죄가 인정된 회합·통신과 함께 간첩미수죄를 적용해 유죄로 판단하여 징역 2년 추징금 4359만7200원을 선고했다.
일심회를 구성해 북한을 찬양하는 등의 활동을 한 혐의(국가보안법 위반)로 구속된 피고인들에 대해 2007년 8월 16일에 "1심에서는 디지털 저장매체에서 출력한 문건을 모두 유죄 증거로 봤으나 항소심에서는 이 가운데 53건만 유죄 증거로 인정하고 나머지는 불분명하거나 인정되지 않아 유죄 증거로 삼지 않는다 디지털 저장매체에 들어 있는 문건의 내용은 작성자 또는 진술자의 진술에 의해 진정성이 증명된 때에 한해 증거로 사용할 수 있다"고 했다.
서울고등법원 민사25부 재판장을 하던 2014년 12월 10일 서울시가 자주민보를 상대로 낸 인터넷신문 등록 취소 심판 청구사건 항고심에서  "자주민보의 게시물이 외형상으로는 기사의 형태를 취하고 있으나, 그 내용을 보면 북한의 이념이나 체제, 정치적 우월성을 강조하고, 북한의 핵 보유와 군사적 도발을 정당화하고 있다"며 "언론 출판의 자유는 무제한적인 자유가 아니며, 공동체의 존립 자체가 파괴되는 것을 허용하는 것도 아니”라며, 자주민보에 대해 1심과 같이 폐간 결정을 내렸다.

서울고등법원 법원장으로 있던 2017년 1월 31일 법원 인사에서 처음 도입된 원로법관에 지명되어 2월 9일자로  수원지방법원 성남지원 광주시법원에 전보되었다.

## 경력
- 1985년 서울민사지방법원 판사
- !995년 서울고등법원 판사
- 1997년 전주지방법원 부장판사
- 법원행정처 조사심의관
- 법원행정처 사법정책연구심의관
- 2002년 수원지방법원 성남지원장
- 서울중앙지방법원 부장판사
- 사법연수원 교수
- 2004년 2월 부산고등법원 부장판사
- 2005년 2월 서울고등법원 부장판사
- 2011년 2월 17일 ~ 2012년 2월 15일 제34대 광주지방법원 법원장
- 2012년 2월 16일 ~ 2013년 2월 13일 제8대 서울동부지방법원 법원장
- 2013년 2월 ~ 2015년 2월 서울고등법원 부장판사
- 2015년 2월 ~ 2017년 2월 8일 제46대 서울고등법원 법원장
- 2015년 5월 양형위원회 위원
- 2017년 2월 9일 수원지방법원 성남지원 광주시법원